# Bowmannova žláza
Bowmannova žláza je typ čichové žlázy vyskytující se v nosní dutině. Vytváří sekret, jenž udržuje epitel vlhký a pomocí něhož je umožněn přenos pachu na čichové receptory. Byla pojmenována podle Sira Williama Bowmana.

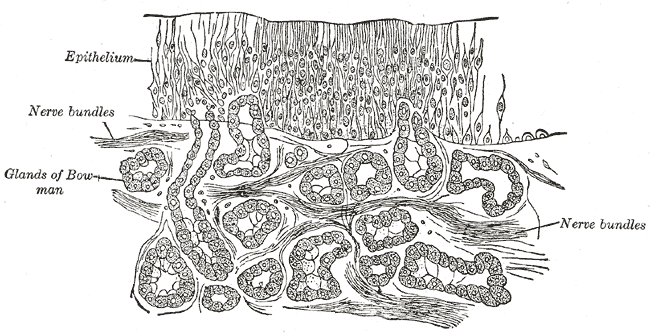
Čichová membrána s Bowmannovou žlázou

## Stavba
Bowmannova žláza je umístěna v čichové sliznici pod čichovým epitelem v lamina propria. Sestává z acinu (lalůčku) a sekrečního kanálku procházející ven skrz čichový epitel. Jedná se o tubuloalveolární žlázy (vývody mají trubicovitý tvar a sekreční části tvar váčkový).

## Funkce
Bowmannovy žlázy obsahují buňky s velkými sekretorními váčky produkujícími mucin MUC5AC. Secernují také další proteiny, kterými jsou lactoferrin, lysozym, amyláza a IgA. Existují důkazy, že také produkují proteiny vázající pachy pro chemorecepci.  Dodávají bílkovinnou sekreci na povrch sliznice. Produkují velké množství neutrálních a kyselých mukózních substancí, které přispívají k pokrytí povrchu čichového epitelu mukózní vrstvou. Mukózní sekret zachycuje a rozpouští aromatické látky pro bipolární neurony. Nepřetržitý tok z Bowmanových žláz odplavuje pachy. Další funkcí produkovaného sekretu je ochrana epiteliálního povrchu před vyschnutím.